# Los Ordials
Los Ordials és un paratge del terme municipal de Tremp, al límit dels antics termes de Gurp de la Conca, del Pallars Jussà i Sapeira, de l'Alta Ribagorça, però administrativament integrat en el Pallars Jussà. Per tant, és també a cavall de les dues comarques esmentades. Està situat a la carena que separa aquests dos territoris, entre el Pui de Boix, al sud, i el Tossal de Codonyac, al nord.